# Carlos Ruiz (beisebolista)
Carlos Joaquín "Chooch" Ruiz (nascido em 22 de janeiro de 1979) é um jogador profissional de beisebol panamenho. Joga na Major League Baseball (MLB) como catcher pelo Seattle Mariners. Anteriormente jogou pelo Philadelphia Phillies e Los Angeles Dodgers. Cresceu em David, Chiriquí, Panamá e resolveu jogar na Major League Baseball após perder seu pai a avó em um período de duas semanas quando tinha apenas sete anos de idade. Ruiz é o único jogador na história da National League a ser o catcher em quatro no-hitters (incluindo um jogo perfeito de Roy Halladay  em 29 de maio de 2010), e um de apenas dois catchers na Major League Baseball, sendo o outro Jason Varitek.

## Carreira
Ruiz foi campeão da World Series 2008 jogando pelo Philadelphia Phillies. Na série de partidas decisiva, sua equipe venceu o Tampa Bay Rays por 4 jogos a 1.